# Leo von Kügelgen
Leo von Kügelgen (* 10. Februar 1880 in Čupahovka, Gouvernement Charkow, Russland; † 26. Januar 1931 in Reval, Estland) war ein baltendeutscher Arzt und Kunsthistoriker.

## Leben
Leo von Kügelgen war der Sohn des Landwirts Karl von Kügelgen (1837–1911) und seiner Ehefrau Anna, geb. Bormann, aus St. Petersburg. Er besuchte die St.-Annen-Schule in St. Petersburg. Anschließend studierte er von 1901 bis 1905 Medizin an der Kaiserlichen Universität Dorpat sowie in Basel, Berlin, Bern und Göttingen, 1908 wurde er in Göttingen zum Dr. med. promoviert und legte 1909 das Staatsexamen in Dorpat ab. Von 1909 bis 1914 war er als Arzt an der Irrenanstalt in Seewald bei Reval tätig, im Ersten Weltkrieg 1914 bis 1918 als russischer Militärarzt. Seit 1918 war er wieder als Arzt an der Anstalt in Seewald sowie als frei praktizierender Arzt in Reval tätig. 
Er beschäftigte sich mit Kunstgeschichte und war Direktor der Kunstsektion der Estländischen Literärische Gesellschaft. Er schrieb kunstgeschichtliche Artikel für den Revaler Boten, das Allgemeine Lexikon der Bildenden Künstler von der Antike bis zur Gegenwart (1926–1931) sowie das Handwörterbuch für das Grenz- und Auslanddeutschtum (1933–1938).

## Veröffentlichungen (Auswahl)
- Zur Genese der traumatischen Epithelzysten (experimentelle Untersuchung) . Dissertation Göttingen 1908.
- Katalog der Kunst-Ausstellung aus Revaler Privatbesitz. 1918, Bruckmann, München 1918 (Digitalisat).
- Baltische Künstler (Estland und Livland). In: Ostdeutsche Monatshefte 4, 1923, 1, S. 29–32.
- Gerhard von Kügelgen. Ein Malerleben um 1800 und die anderen sieben Künstler der Familie. Belser, Stuttgart 1924.